# Sisyrnodytes erebus
Sisyrnodytes erebus är en tvåvingeart som beskrevs av H. Oldroyd 1957. Sisyrnodytes erebus ingår i släktet Sisyrnodytes och familjen rovflugor. Inga underarter finns listade i Catalogue of Life.